# Vinkovačke jeseni
Vinkovačke jeseni [ʋiŋkɔʋatʃkɛ jɛsɛni] (dt. Winkowitzer Herbst) ist eine traditionelle Folkloreveranstaltung in Vinkovci, Kroatien, die jährlich im September stattfindet.

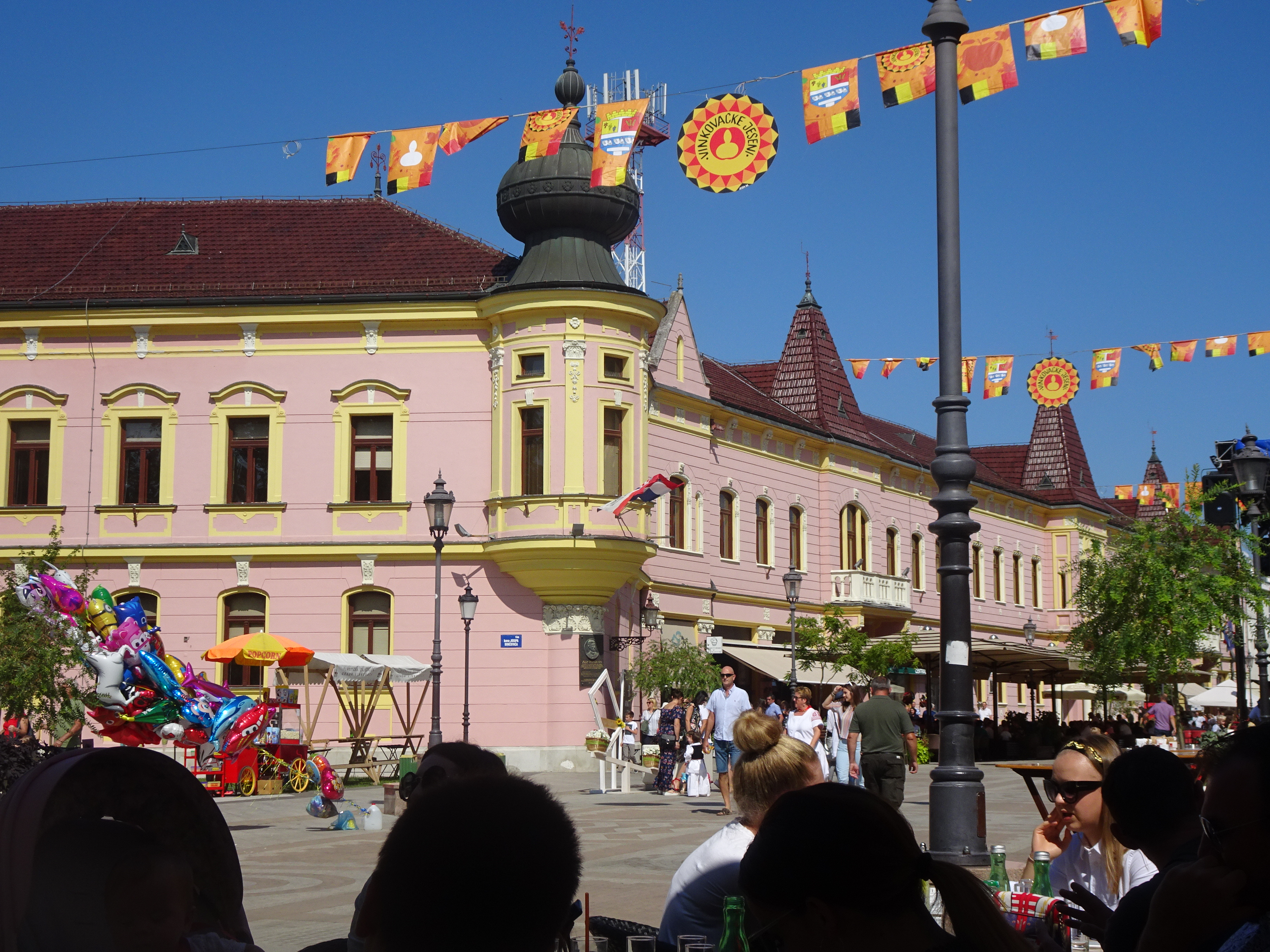
Herbstfest 2019

Das Festival Vinkovačke jeseni wurde 1966 gegründet, und bald wurde es von einer ziemlich kleinen Veranstaltung zu einer der größten und bekanntesten Folkloreveranstaltungen der Stadt Vinkovci und ganz Slawoniens.

## Geschichte
Die ersten Vinkovačke jeseni fanden im September 1966 statt. Im ersten Plan der Folkloreveranstaltung steht die Pflege von Volkstänzen, Volkstrachten und Bräuchen, damit die verschiedenen traditionellen Werte aus dem Volksleben Slawoniens erhalten bleiben.

## Allgemein
Vinkovačke jeseni finden jedes Jahr im September statt. Die Bühne ist für die Dauer des Festivals provisorisch gebaut und ist als Freilichtbühne konzipiert. Die Kostüme und die Szenographie sind themengebunden, und da kommt die Schönheit der Formen- und Farbenpracht der Trachten und die Klänge der Tamburizza und Dudelsäcke zum Vorschein.

## Attraktionen
- Festumzug
- Schau der kroatischen Folklore
- Folkloreabende
- Diwane (Gespräche) mit Schoktzen